# Real-Us
Real-Us（或Real-US）是一隊澳門三人唱作組合，於2003年組成。三位成員以往均為澳門培正中學之學生，早在小學及初中期間認識，再組成Real-Us。 組合的歌曲通常以英文作主導。Real-Us於2004年以《Come and Gone》一曲參加第二屆《澳廣視至愛新聽力 》原創歌曲比賽，需未獲選決賽，但被澳門唱片品牌輝佳音樂 (Vocanimals Music) 發掘，並簽約為公司旗下唱作組合，並於2006年正式解約。解約後的Real-Us在音樂上經過兩年休止期。在2008年，憑英文單曲《Drive》入選第六屆《澳廣視至愛新聽力 》決賽及香港Yahoo!Music 及伯樂音樂學院合辦之《尋找音樂人創作大賽》決賽。《Drive》更被重新填上中文歌詞 (名為《界限》)，並收錄在澳門創作人協會《回問》合輯內。

## 組合成員
- Carol - 主音
- Sin (啊先) - 結他
- Suky - 結他/其他樂器/和音

初期的Real-Us只有Carol及Sin二人，以木結他男女組合型式出現。在創作上，主音Carol負責填詞，結他手Sin負責作曲及編曲。後來Suky於2007年加入，主要負責音樂創作及製作的工作。

## 名字由來
Real-Us 之名字來至日本歌手濱崎步的《Real me》一曲，而組合概念跟名字結合，就是"真我". 
「 ayumi 在 02 年所推出的專輯《 rainbow 》裡面，有一首歌叫《 Real me 》，歌曲悅耳， 我十分喜歡。歌詞表示一個 ( 女 ) 人無論面對任何事也要堅強，活出真我的一面，我好認同當中的訊息，所以我們的隊名叫 Real-Us ，希望我和阿先唱出自己喜歡的真音樂。」  - Carol在澳門新生代雜誌專訪上解釋 

## 曾參與活動和比賽
2004年
- 第二屆《澳廣視至愛新聽力原創歌曲比賽》 參賽單位

2005年
- 澳門音樂工作室主辦 《澳門流行音樂周年巡禮 - 全心傳意Acoustic》 表演嘉賓
- 《Take Five cafe show》 表演嘉賓
- 澳門創意空間（页面存档备份，存于）之 《Vocanimals Life  - Acoustic movement》工作坊 表演嘉賓
- 澳門搖滾藍圖 (M-Rock)（页面存档备份，存于） 主辦 《靜態音樂會》 表演嘉賓
- 澳門教育暨青年局主辦 《第二屆澳門新秀歌唱大賽 - 創作組決賽》 表演嘉賓

2006年
- 《Real-Us and Friends》cafe show 主辨/主演單位
- 第九屆《澳門書市嘉年華》  表演嘉賓

2008年
- 第六屆《澳廣視至愛新聽力》原創歌曲比賽 參賽單位並入選決賽
- 香港 Yahoo! Music, 伯樂音樂學院 合辦 《尋找音樂人創作大賽》 參賽單位並入選決賽

2009年
- 澳門創作人協會之年度項目《回問》發佈演唱會

2010年
- 《Re:Live》 音樂會 主辨/主演單位

2014年
- 澳門旅遊局及澳門青年聯合會合辦之 《齊齊樂唱南西灣》表演嘉賓

## 曾參與專輯
2005年
- 輝佳音樂 (Vocanimals Music)《Cafe de Macau》 集錦專輯唱片 (歌曲: Come and Gone)

2009年
- 澳門創作人協會《回問》CD/DVD音樂合輯 (歌曲: 界限)

## 資料來源
- 1. ↑  .   [2009-08-16]. （原始内容存档于2013-04-27）.

## 外部連結
- Real-Us Myspace（页面存档备份，存于）
- Real-Us Facebook page（页面存档备份，存于）